# Ali an-Nunu
Ali an-Nunu, Ali Al-Nono (arab. علي النونو, ʿAlī an-Nūnū; ur. 7 czerwca 1980) – jemeński piłkarz, grający na pozycji napastnika.

## Kariera piłkarska

### Kariera klubowa
W 1995 rozpoczął karierę piłkarską w Al-Ahli Sana. W 1998 grał w Al-Masry Port Said, ale wkrótce powrócił do Al-Ahli Sana. W 2004 został wypożyczony do Asz-Szab Ibb. Od 2005 do 2011 bronił barw klubów Al-Merreikh Omdurman, Busaiteen, Tiszrin, Al-Ahli Sana i At-Tilal. W 2011 po raz kolejny powrócił do Al-Ahli Sana.

### Kariera reprezentacyjna
W 2000 debiutował w narodowej reprezentacji Jemenu. Łącznie strzelił 30 goli.

## Nagrody i odznaczenia

### Sukcesy klubowe
- mistrz Jemenu: 1999, 2000, 2001
- zdobywca Pucharu Prezydenta Jemenu: 2001, 2009
- zdobywca Pucharu Jedności: 2004

### Sukcesy indywidualne
- król strzelców I ligi jemeńskiej: 2001, 2008